# Bienvenidos a mi hotel
Bienvenidos a mi hotel fue un concurso de televisión emitido en Cuatro entre el 18 de septiembre de 2018 y el 15 de febrero de 2019. Basado en el formato británico Four in a bed, el programa contó con la narración de María Gómez y se emitió de lunes a viernes a las 20:30, aunque en sus dos primeras semanas se emitía esos mismos días a las 16:15. En él, cuatro parejas concursaban por ver quién era el mejor anfitrión de hotel durante toda una semana, con el objetivo de llevarse un premio de 3.000 euros.

## Formato y mecánica
Cada semana, cuatro parejas de hoteleros rurales compiten por ser los mejores anfitriones. Así, cada establecimiento es evaluado por el resto de participantes, de manera anónima, según cinco criterios:
- Hospitalidad
- Entorno de la casa
- Comidas y actividades
- Limpieza y equipamiento de las habitaciones
- Relación calidad/precio

Finalmente, deben introducir en un sobre el dinero que consideran que es adecuado pagar por la estancia y responder a la pregunta de si volverían a alojarse en dicho hotel. Seguidamente, con la despedida de los huéspedes, los anfitriones se encargan de leer los comentarios.
Al finalizar la semana, las cuatro parejas se reúnen de nuevo para descubrir las puntuaciones que les han otorgado, cuánto ha pagado cada una y revelar a quiénes pertenecen las opiniones. De este modo, la pareja de propietarios que haya obtenido la mejor nota media es declarada como la que posee el mejor hotel rural de la semana, ganando 3000 euros y un certificado oficial.

## Bienvenidos a mi hotel(2018)
| Episodios | Fechas        | Concursantes y localización  | Concursantes y localización          | Concursantes y localización    | Concursantes y localización |
| --------- | ------------- | ---------------------------- | ------------------------------------ | ------------------------------ | --------------------------- |
| 1–5       | 18/09 - 21/09 | Norman y Ana (Lugo)          | Álex y Álvaro (Asturias)             | Carmen y Alberto (Burgos)      | Álex y David (Madrid)       |
| 6-10      | 24/09 - 28/09 | Leila y Ananda (Cádiz)       | Silvia y Chus (Córdoba)              | María y Miguel Ángel (Jaén)    | Miguel y Luisma (Ávila)     |
| 11-15     | 01/10 - 05/10 | Jesús y Jacinto (La Coruña)  | Miguel y Dayana (Salamanca)          | Carmen y Laura (Cáceres)       | César y Cristina (Madrid)   |
| 16-20     | 08/10 - 12/10 | Francisco y Nuria (Madrid)   | Nuria y Joan (Lérida)                | Daniel y Sergio (Burgos)       | Laura y Beatriz (Zaragoza)  |
| 21-25     | 15/10-19/10   | Víctor y Margarita (Huelva)  | Jero y Angèle (Cáceres)              | Diego y Ana (Salamanca)        | Nuria y Marta (Burgos)      |
| 26-30     | 22/10 - 26/10 | Manuela y Juan Carlos (Lugo) | Carlos y Gustavo (Asturias)          | Luis y María (Cantabria)       | Samuel y Paola (Burgos)     |
| 31-35     | 29/10 - 02/11 | Raquel y Sergio (Segovia)    | José Ignacio y Orlando (Ciudad Real) | Antonio y María José (Córdoba) | Nubia y Luis (Toledo)       |

## Bienvenidos a mi hotel(2019)
| Episodios | Fechas        | Concursantes y localización  | Concursantes y localización    | Concursantes y localización | Concursantes y localización   |
| --------- | ------------- | ---------------------------- | ------------------------------ | --------------------------- | ----------------------------- |
| 36–40     | 07/01 - 11/01 | Maryn y Rocío (Málaga)       | Javier y Matías (Granada)      | Lucía y Kike (Toledo)       | Esther y Fernando (Burgos)    |
| 41–45     | 14/01 - 18/01 | Alberto y Vicky (Valladolid) | Alberto y José Pablo (Navarra) | Carlos e Íñigo (Cantabria)  | Rosa y Totti (Huesca)         |
| 46–50     | 21/01 - 25/01 | Beatriz y Camino (Palencia)  | Merche y Patricia (Zaragoza)   | Xavier y Maika (Barcelona)  | Miguel y Josep Maria (Gerona) |
| 51–55     | 28/01 - 01/02 | Vanesa y Kiko (Ciudad Real)  | Yolanda y Lidón (Castellón)    | Dean y Ángela (Alicante)    | Imanol y Lea (Alicante)       |
| 56–60     | 04/02 - 08/02 | Juan y Mónica (Pontevedra)   | Antonio y Ezequiel (Cantabria) | María y Pilar (Burgos)      | Luis y Marisa (Cáceres)       |
| 61–65     | 11/02 - 15/02 | Pablo e Isabel (Guadalajara) | Sonia y Elena (Alicante)       | Jorge y Juanma (Almería)    | Manolito y Candela (Málaga)   |

## Programas y audiencias
| Temporada | Temporada | Programas | Estreno                  | Final                  | Audiencia media | Audiencia media |
| Temporada | Temporada | Programas | Estreno                  | Final                  | Espectadores    | Cuota           |
| --------- | --------- | --------- | ------------------------ | ---------------------- | --------------- | --------------- |
|           | 1         | 35        | 18 de septiembre de 2018 | 2 de noviembre de 2018 | 512 000         | 3,8%            |
|           | 2         | 30        | 7 de enero de 2019       | 15 de febrero de 2019  | 603 000         | 3,9%            |
| Total     | Total     | 65        | 2018                     | 2019                   | 557 000         | 3,9%            |

### Temporada 1 (2018)
| 1  | 18 de septiembre de 2018 | 377 000 (3,2%) |
| 2  | 18 de septiembre de 2018 | 331 000 (3,3%) |
| 3  | 19 de septiembre de 2018 | 421 000 (3,7%) |
| 4  | 20 de septiembre de 2018 | 346 000 (3,1%) |
| 5  | 21 de septiembre de 2018 | 379 000 (3,3%) |
| 6  | 24 de septiembre de 2018 | 345 000 (3,0%) |
| 7  | 25 de septiembre de 2018 | 351 000 (3,0%) |
| 8  | 26 de septiembre de 2018 | 330 000 (2,9%) |
| 9  | 27 de septiembre de 2018 | 379 000 (3,4%) |
| 10 | 28 de septiembre de 2018 | 409 000 (3,6%) |
| 11 | 1 de octubre de 2018     | 562 000 (4,1%) |
| 12 | 2 de octubre de 2018     | 529 000 (4,0%) |
| 13 | 3 de octubre de 2018     | 488 000 (3,8%) |
| 14 | 4 de octubre de 2018     | 449 000 (3,5%) |
| 15 | 5 de octubre de 2018     | 449 000 (4,0%) |
| 16 | 8 de octubre de 2018     | 563 000 (4,0%) |
| 17 | 9 de octubre de 2018     | 609 000 (4,2%) |
| 18 | 10 de octubre de 2018    | 642 000 (4,6%) |
| 19 | 11 de octubre de 2018    | 408 000 (3,2%) |
| 20 | 11 de octubre de 2018    | 690 000 (4,3%) |
| 21 | 15 de octubre de 2018    | 561 000 (3,5%) |
| 22 | 17 de octubre de 2018    | 626 000 (4,3%) |
| 23 | 18 de octubre de 2018    | 630 000 (4,2%) |
| 24 | 19 de octubre de 2018    | 556 000 (4,1%) |
| 25 | 19 de octubre de 2018    | 891 000 (5,7%) |
| 26 | 22 de octubre de 2018    | 599 000 (4,0%) |
| 27 | 23 de octubre de 2018    | 497 000 (3,5%) |
| 28 | 24 de octubre de 2018    | 473 000 (3,3%) |
| 29 | 25 de octubre de 2018    | 547 000 (3,8%) |
| 30 | 26 de octubre de 2018    | 500 000 (3,8%) |
| 31 | 29 de octubre de 2018    | 629 000 (3,4%) |
| 32 | 30 de octubre de 2018    | 520 000 (3,4%) |
| 33 | 31 de octubre de 2018    | 546 000 (3,9%) |
| 34 | 1 de noviembre de 2018   | 705 000 (4,6%) |
| 35 | 2 de noviembre de 2018   | 591 000 (4,3%) |

### Temporada 2 (2019)
| 36 | 7 de enero de 2019    | 681 000 (4,1%) |
| 37 | 8 de enero de 2019    | 564 000 (3,7%) |
| 38 | 9 de enero de 2019    | 554 000 (3,6%) |
| 39 | 10 de enero de 2019   | 576 000 (3,7%) |
| 40 | 11 de enero de 2019   | 454 000 (3,1%) |
| 41 | 14 de enero de 2019   | 535 000 (3,4%) |
| 42 | 15 de enero de 2019   | 677 000 (4,4%) |
| 43 | 16 de enero de 2019   | 581 000 (3,7%) |
| 44 | 17 de enero de 2019   | 617 000 (4,0%) |
| 45 | 18 de enero de 2019   | 551 000 (3,8%) |
| 46 | 21 de enero de 2019   | 598 000 (3,8%) |
| 47 | 22 de enero de 2019   | 530 000 (3,2%) |
| 48 | 23 de enero de 2019   | 743 000 (4,4%) |
| 49 | 24 de enero de 2019   | 611 000 (3,7%) |
| 50 | 25 de enero de 2019   | 498 000 (3,4%) |
| 51 | 28 de enero de 2019   | 608 000 (3,7%) |
| 52 | 29 de enero de 2019   | 702 000 (4,3%) |
| 53 | 30 de enero de 2019   | 629 000 (3,8%) |
| 54 | 31 de enero de 2019   | 689 000 (4,3%) |
| 55 | 1 de febrero de 2019  | 543 000 (3,7%) |
| 56 | 4 de febrero de 2019  | 677 000 (4,2%) |
| 57 | 5 de febrero de 2019  | 673 000 (4,3%) |
| 58 | 6 de febrero de 2019  | 519 000 (3,1%) |
| 59 | 7 de febrero de 2019  | 623 000 (3,9%) |
| 60 | 8 de febrero de 2019  | 547 000 (3,9%) |
| 61 | 11 de febrero de 2019 | 626 000 (4,0%) |
| 62 | 12 de febrero de 2019 | 748 000 (4,7%) |
| 63 | 13 de febrero de 2019 | 546 000 (3,5%) |
| 64 | 14 de febrero de 2019 | 674 000 (4,4%) |
| 65 | 15 de febrero de 2019 | 531 000 (3,9%) |